# Turmhügel Niederumelsdorf
Der Turmhügel Niederumelsdorf befindet sich in Niederumelsdorf, heute ein Teil des Marktes Siegenburg im niederbayerischen Landkreis Kelheim. Die Anlage wird als Bodendenkmal unter der Aktennummer D-2-7237-0067 im Bayernatlas als „Turmhügel des Mittelalters“ geführt. 

## Beschreibung
Die mittelalterliche Turmhügelburg (Motte) liegt 400 m nördlich der Pfarrkirche St. Ulrich am westlichen Rand des Schmiedbachtales. Der Turmhügel wird von einem 8–10 m breiten Wassergraben umfasst. In Richtung des Dorfes ist dieser in das Gelände eingegraben, auf der gegenüberliegenden Seite verhindert ein Damm den Wasserabfluss. Zu dem Turmhügel führt eine Holzbrücke; der Hügel beginnt etwa 2 m vom Wassergraben entfernt anzusteigen und hat einen Durchmesser von 25 m.

## Geschichte
Die Burg wurde an einer römerzeitlichen Trasse, die vom Kastell Eining nach Landshut führte, errichtet. Als Erbauer werden die edelfreien Herren von Umelsdorf vermutet. Der erste davon war 1037 Timo von Umelsdorf. Dieser bezeugte eine Schenkung von Graf Eberhard von Ebersberg an das Kloster Geisenfeld. Dann folgten sein Sohn Adalhoch (oder Adalhart) und dessen Söhne Grimold und Rupprecht, die vor 1100 verstorben sind. Adalhoch stand 1073 mit seinem Ritter „Rotpreht“ in einer Zeugenreihe an prominenter Stelle unmittelbar hinter dem Grafen „Otto von Schyren“. 1133 sowie von 1142 bis 1158 erscheint noch ein Ritter Babo von Umelsdorf bei Schenkungen an das Kloster Weltenburg und das Kloster Rohr. Anfang des 13. Jahrhunderts scheint diese Familie ausgestorben zu sein. Weitere Personen, mit dem Lokativ Umelsdorf ohne den Zusatz „von“ (z. B. Chunrad Umelsdorfer, 1268; Ulrich Umelsdorfer, 1296), haben mit der edelfreien Familie nichts mehr zu tun, aber vermutlich in Umelsdorf ihren Wohnsitz gehabt. Philipp Apian erwähnt in seinen Bairischen Landtafeln die Burg Umelsdorf nicht mehr, sie muss also vor der ersten Hälfte des 16. Jahrhunderts verschwunden sein.